# Fred W. Rose

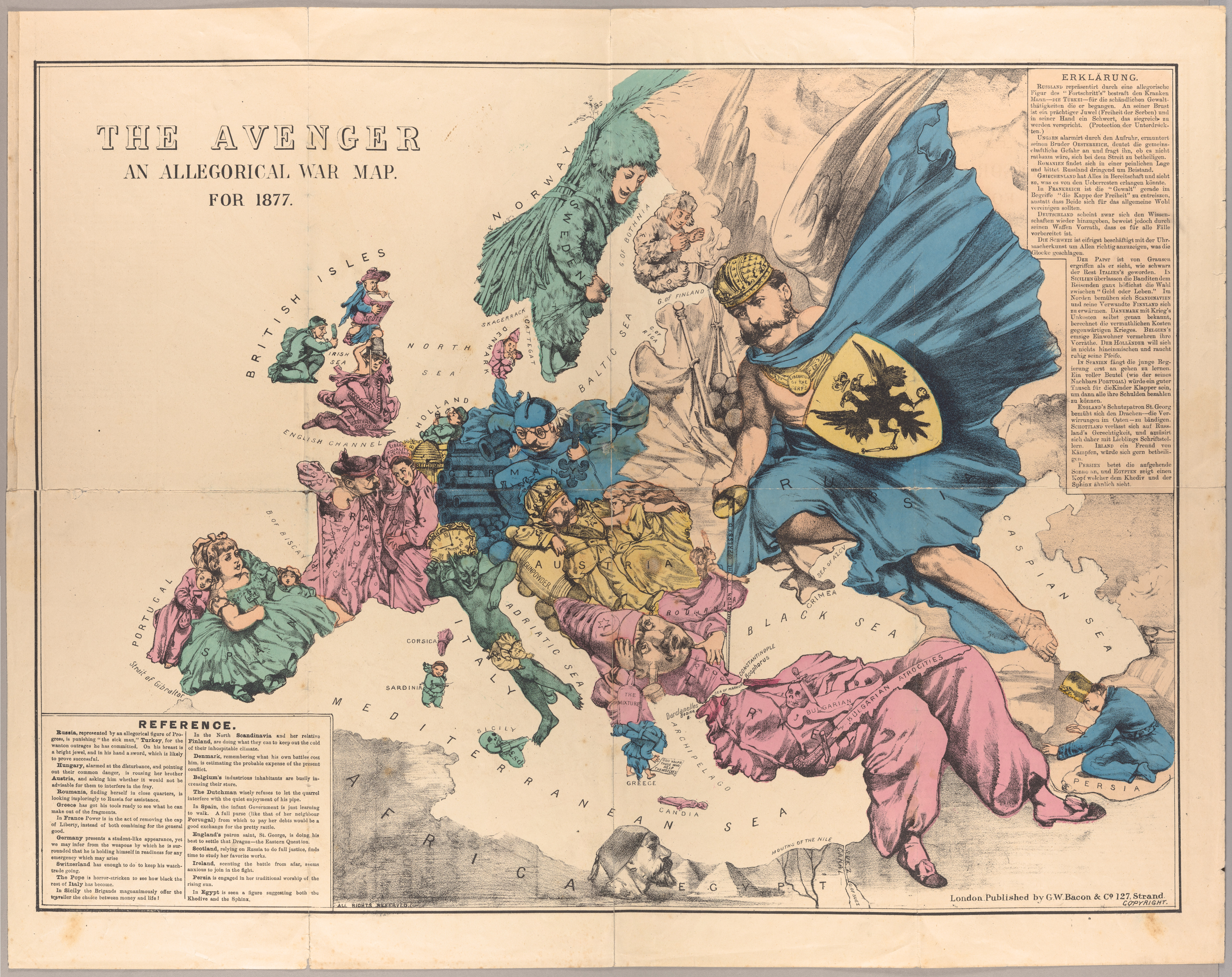
Frederick William Rose: The Avenger. An Allegorical War Map (1877)

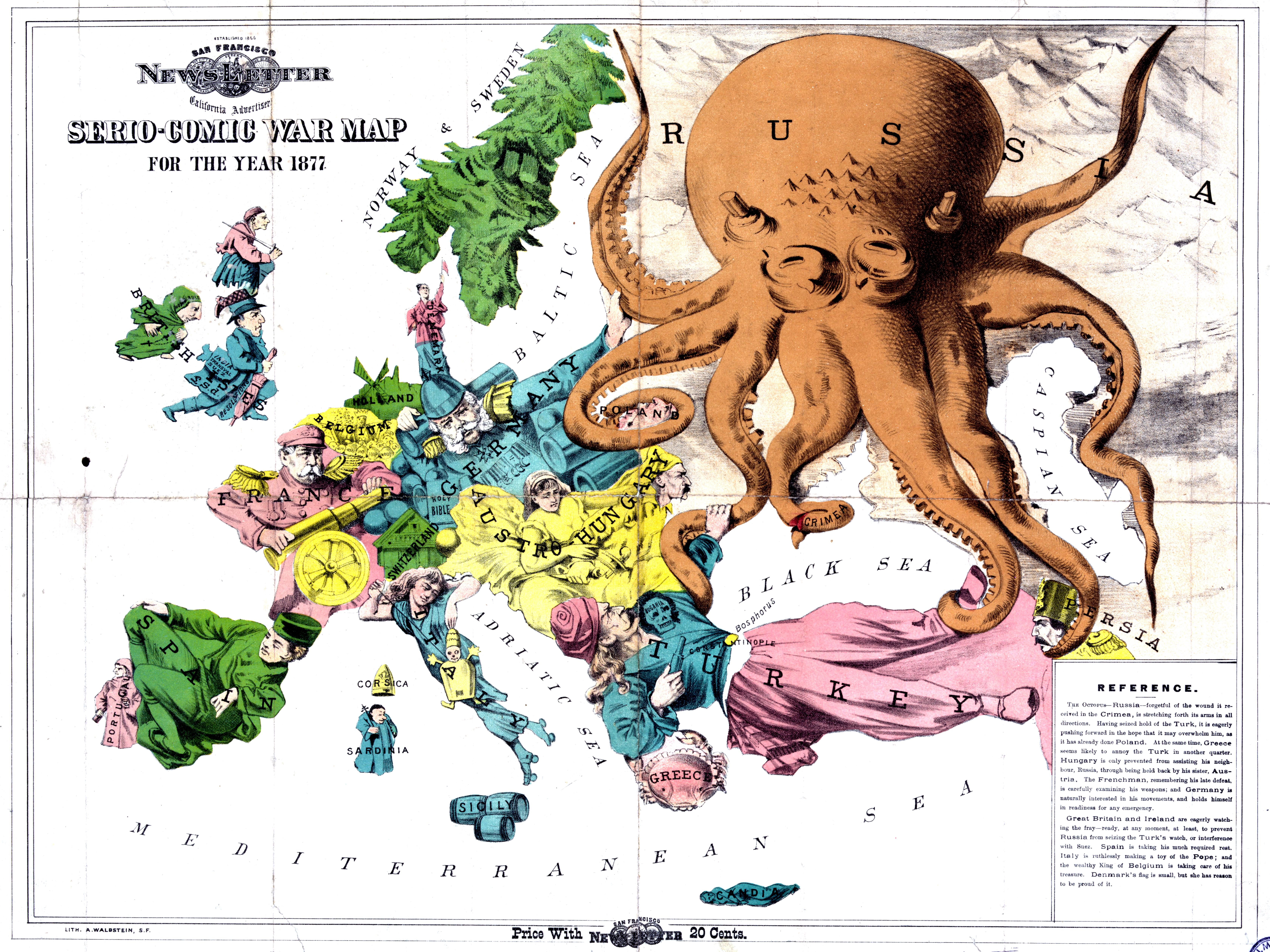
Frederick William Rose: Serio-comic war map (1877)

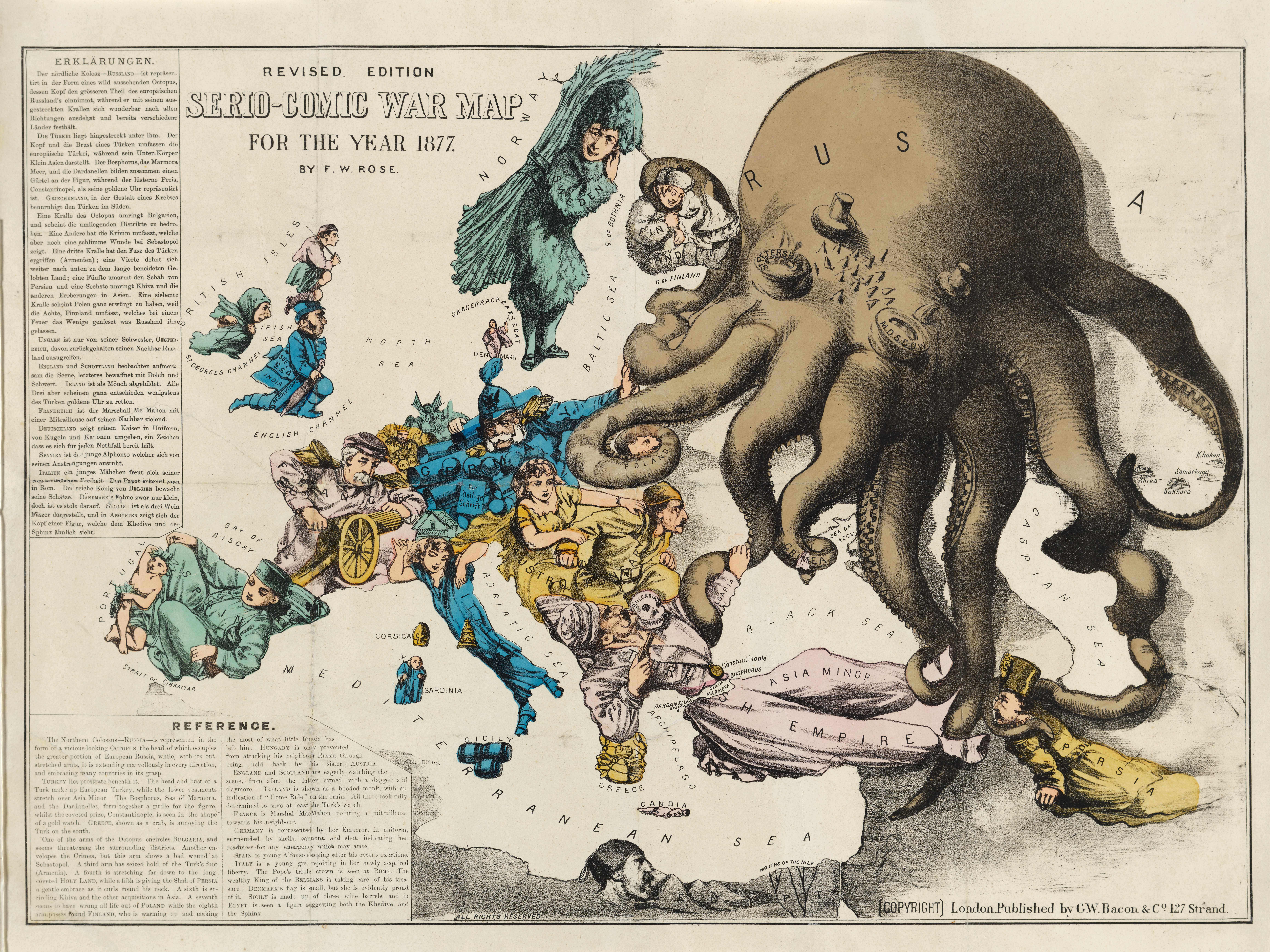
Frederick William Rose: Serio-comic war map. Revised Edition (1877)

Frederick William Rose (geboren 12. November 1849 in London; gestorben 3. Januar 1915 ebenda) war ein britischer Karikaturist.

## Leben
Fred. W. Rose war der zweite Sohn des Schotten Hugh Munro St. Vincent Rose of Glastullich and Tarlogie (1800–1867), Armeeoffizier, Justice of the Peace, Deputy Lieutenant und Landbesitzer, und von Frances Walrond Roberts (1819–1908). Er war entfernt verwandt mit Hugh Rose, 1. Baron Strathnairn. Rose wuchs in Paddington und im Londoner Vorort Penge auf.
1867 trat Rose als einfacher Büroangestellter in den Dienst des Inland Revenue’s Legacy Office mit Sitz im Somerset House ein, in dem er sein ganzes Arbeitsleben verblieb und bis zum Assistant Principal aufstieg. 1871 heiratete er die Schottin Catharine (Kate) Ross Gilchrist (1850–1932) in der schottischen Gemeinde Dornoch. Sie hatten drei Söhne und wohnten in Kensington. Zwei der Söhne starben 1914 als britische Offiziere im Ersten Weltkrieg.
Das Ehepaar reiste ausgiebig durch Europa. Rose sprach Französisch und Deutsch, über eine Spanienreise schrieb er ein Reisebuch, das er selbst illustrierte. Die Ehe wurde 1891 geschieden, und Kate heiratete 1894 Arthur George Witherby (1856–1937), Karikaturenzeichner („Wag“) und Teilhaber beim Magazin Vanity Fair.
Neben seiner anfänglich schlecht bezahlten Tätigkeit im öffentlichen Dienst schrieb Rose für Zeitschriften und malte. Er war Mitglied der Conservative Party und in der Primrose League aktiv. Nach seiner frühzeitigen Pensionierung übernahm er Vorstandsposten in britischen Unternehmen der Cobaltgewinnung in Kanada.
Rose schrieb zwei Romane. Für den Savage Club, dessen Mitglied er nach seiner Scheidung wurde, schrieb er 1897 die Kurzgeschichte The Dayspring Sonata. Er bemalte Landkarten, auf denen er das aktuelle politische Geschehen karikierte. Bekannt wurde 1877 seine Serio-Comic War Map mit der Darstellung des Zarenreichs in Gestalt eines Kraken. Rose war aber weder der Erfinder dieser Darstellungsweise, die auf anthropomorphe Landkarten des 16. Jahrhunderts wie die der Europa Regina oder des Leo Belgicus zurückgeht und auch in England schon Anfang des 19. Jahrhunderts Vorläufer hatte, noch der erste, der dabei einen Oktopus auf einer Landkarte platzierte. Roses Karten wurden in anderen Ländern nachgedruckt.
Rose starb am 3. Januar 1915 im Alter von 65 Jahren in London.

## Werke
- Notes on a Tour in Spain. Eigene Illustrationen. T. Vickers Wood, London 1885
- Martius (Pseudonym): His Last Passion : A Sensational and Realistic Story of English Modern Life. Hansom Cab Publishing Company, London 1888.[4]
- I Will Repay. Roman. Mit einer Widmung an Tolstoi. Eden, Remington & Co, London 1891

### Karten (Auswahl)
- The Avenger. An Allegorical War Map. London: G. W. Bacon 1877.[5]
- Serio-Comic War Map. London: G. W. Bacon, 1877.[5]
- Serio-Comic War Map. Revised Edition. London: G. W. Bacon 1877.[5]
- England on Guard. London: G. W. Bacon 1878.[5]
- Comic Map of the British Isles. London: G. W. Bacon 1880.[6]
- Angling in Troubled Waters. London: G. W. Bacon 1899.
- John Bull and his Friends. London: G. W. Bacon 1900.